# Hydroxyaldehydy
Hydroxyaldehydy jsou aldehydy, které kromě aldehydové skupiny obsahují ještě alespoň jednu hydroxylovou skupinu. Patří sem také monosacharidy aldózy, což jsou alifatické aldehydy s více hydroxylovými skupinami v molekule. 

## Dělení

### Podle uhlíkového řetězce
Podle vzhledu uhlíkového řetězce se hydroxyaldehydy dělí na alifatické, alicyklické a aromatické.

### Podle počtu hydroxylových skupin
Podle počtu hydroxylových skupin se hydroxyaldehydy dělí takto
- monohydroxyaldehydy (1 hydroxyl)
- polyhydroxyaldehydy (více hydroxylů)
  - dihydroxyaldehydy (2 hydroxyly)
  - trihydroxyaldehydy (3 hydroxyly) atd.

## Vznik
Hydroxyaldehydy lze vyrobit oxidací primárního alkoholového hydroxylu u vícesytných alkoholů, např. z ethylenglykolu vznikne glykolaldehyd:
2 (CH2OH)2 + O2 → 2 CH2(OH)CHO + 2 H2O
, z propylenglykolu vznikne obdobně laktaldehyd:
2 CH3CH(OH)CH2OH + O2 → 2 CH3CH(OH)CHO + 2 H2O.

## Příklady
- monohydroxyaldehydy
  - glykolaldehyd
  - laktaldehyd
  - 3-hydroxypropanal
  - 2-hydroxybutanal
  - 3-hydroxybutanal
  - 4-hydroxybutanal
  - hydroxybenzaldehyd
    - salicylaldehyd (2-hydroxybenzaldehyd)
    - 3-hydroxybenzaldehyd
    - 4-hydroxybenzaldehyd

- polyhydroxyaldehydy (zde uvedeny pouze alifatické polyhydroxyaldehydy, tj. monosacharidy)
- erythróza
- deoxyribóza
- ribóza
- glukóza
- manóza
- galaktóza